# Klaus Hartmann (Philosoph, 1925)
Klaus Hartmann (* 5. September 1925 in Berlin; † 30. Juni 1991 in Tübingen) war ein deutscher Philosoph und Hochschullehrer. 

## Leben
Nach der Kriegsgefangenschaft studierte Hartmann seit 1946 Philosophie, Anglistik und Germanistik an der Universität Bonn. 1953 wurde er dort mit der Arbeit über Husserls Einfühlungstheorie auf monadologischer Grundlage promoviert, 1962 mit einer Arbeit über die Grundzüge der Ontologie Sartres in ihrem Verhältnis zu Hegels Logik habilitiert. 1967 wurde er an der Universität Bonn außerordentlicher Professor; 1972 folgte er einem Ruf als ordentlicher Professor nach Tübingen. 
Hartmann war vor allem auf dem Gebiet der praktischen Philosophie, speziell der Sozialphilosophie tätig. Er gilt als Hegelianer.

## Werk und Rezeption
Sein Buch Die Marxsche Theorie. Eine philosophische Untersuchung zu den Hauptschriften (1970) handle "die Marxsche Theorie umfassend in allen relevanten Entwicklungsphasen und Theoriestücken" ab, lobte der Tübinger Philosoph Reinhold Aschenberg. "Weil die Analyse, Rekonstruktion und Kritik, die es bietet, in ihrem philosophischen Niveau unübertroffen ist", rage das Buch aus der philosophischen Marx-Literatur heraus.
Zu seinen Schülern gehört Michael Moxter.

## Veröffentlichungen (Auswahl)
- Sartres Sozialphilosophie. 1966.
- Marxens Kapital in transzendentalphilosophischer Sicht. 1968.
- Die Marxsche Theorie. 1970.
- Politische Philosophie. 1981.
- Die Philosophie J.-P. Sartres. 2 Unters. zu L'être et le néant u. zur Critique de la raison dialectique. 1983.
- Studies in Foundational Philosophy. 1988.
- Hegels Logik. Hrsg. von Olaf Müller. 1999.